# چوکشینا
چوکشینا (به صربی: Čokešina) یک روستا در صربستان است که در لوزنیسا واقع شده‌است. چوکشینا ۸۸۱ نفر جمعیت دارد.